# 渡辺秀一
渡辺 秀一（わたなべ ひでかず、1971年7月13日 - ）は、茨城県下館市（現在：筑西市）出身の元プロ野球選手（投手）。
1996年から1999年の登録名はヒデカズ。
福岡のローカルアイドル・れいしゅしゅに所属していた渡辺帆乃夏は娘。

## 来歴・人物
作新学院高校入学時は内野手。当時の大塚監督に投手転向を勧められた。高校3年の夏は初戦で県立の進学校である足利高校に敗れる。
神奈川大学に進学し同大学野球部所属。1991年の2年時、春季リーグ戦で優勝しベストナインを獲得した。続く大学選手権で慶応大を2-1、東海大を15-2（7回コールド）で下したものの、準決勝で関西大に3-5で敗退。第20回日米大学野球選手権大会において、後にダイエーでチームメイトとなる浜名千広や鳥越裕介とチームメイトとなる。1992年の3年時、春季リーグ戦で最優秀選手となり、大学選手権では準々決勝で明治大を3-0で完封し、準決勝で立命館大に3-7で敗れたものの、前年同様チームをベスト4に導いた。第21回日米大学野球選手権大会において小久保裕紀らとともに日本代表に選出され出場する。同じリーグのライバル校・関東学院大の河原隆一とは同期でともにプロからドラフト上位候補として注目される関係であった。

1993年11月20日に行われた1993年度ドラフト会議にて逆指名のうえで福岡ダイエーホークスから1位指名を受けて入団。ともに逆指名とはいえ、野手ではこの年、最も評価が高いとされた小久保より上の順位で指名された。
ルーキーイヤーの1994年は、期待通りに31試合に登板し8勝4敗をマークし、チームの福岡移転後初、南海時代を含めても1978年の村上之宏以来16年ぶり8人目となる新人王を獲得。
2年目の1995年は開幕三連勝を記録したが、そこから8連敗を記録し5勝10敗と大きく負け越してしまったが、翌1996年は登録名を「ヒデカズ」に変更、チームが最下位を独走する中初の規定投球回をクリアし、自己最多の9勝を挙げて防御率もリーグ3位の好成績を挙げ、復活を見せた。
しかしその後は怪我で出場が激減、さらに1998年にはプロ野球脱税事件に関与したため出場停止処分を受ける。同年は先発復帰したが4勝8敗と負け越した。
2000年からは登録名を再び「渡辺秀一」へ戻し、中継ぎへ転向したが怪我が再発し試合数も減り、2001年シーズンに30歳という若さで現役を引退した。
2002年から2019年まで、福岡ソフトバンクホークスの打撃投手を務め、2020年からは三軍担当スコアラーとなる。

## 詳細情報

### 年度別投手成績
| 年 度     | 球 団     | 登 板 | 先 発 | 完 投 | 完 封 | 無 四 球 | 勝 利 | 敗 戦 | セ 丨 ブ | ホ 丨 ル ド | 勝 率 | 打 者 | 投 球 回 | 被 安 打 | 被 本 塁 打 | 与 四 球 | 敬 遠 | 与 死 球 | 奪 三 振 | 暴 投 | ボ 丨 ク | 失 点 | 自 責 点 | 防 御 率 | W H I P |
| --------- | --------- | ----- | ----- | ----- | ----- | -------- | ----- | ----- | -------- | ----------- | ----- | ----- | -------- | -------- | ----------- | -------- | ----- | -------- | -------- | ----- | -------- | ----- | -------- | -------- | ------- |
| 1994      | ダイエー  | 31    | 14    | 1     | 1     | 1        | 8     | 4     | 0        | --          | .667  | 413   | 95.2     | 102      | 7           | 36       | 0     | 1        | 64       | 3     | 0        | 41    | 34       | 3.20     | 1.44    |
| 1995      | ダイエー  | 24    | 16    | 2     | 0     | 0        | 5     | 10    | 0        | --          | .333  | 467   | 105.0    | 116      | 9           | 45       | 3     | 4        | 74       | 2     | 0        | 51    | 48       | 4.11     | 1.53    |
| 1996      | ダイエー  | 21    | 20    | 3     | 1     | 0        | 9     | 5     | 0        | --          | .643  | 603   | 145.0    | 141      | 16          | 36       | 2     | 2        | 99       | 1     | 0        | 44    | 41       | 2.54     | 1.22    |
| 1997      | ダイエー  | 4     | 3     | 0     | 0     | 0        | 0     | 0     | 0        | --          | ----  | 67    | 14.0     | 20       | 2           | 4        | 0     | 0        | 8        | 1     | 0        | 7     | 6        | 3.86     | 1.71    |
| 1998      | ダイエー  | 22    | 15    | 2     | 0     | 1        | 4     | 8     | 0        | --          | .333  | 398   | 90.1     | 94       | 9           | 35       | 1     | 4        | 48       | 5     | 1        | 57    | 52       | 5.18     | 1.43    |
| 1999      | ダイエー  | 21    | 2     | 0     | 0     | 0        | 1     | 1     | 0        | --          | .500  | 214   | 46.0     | 61       | 6           | 20       | 4     | 0        | 33       | 2     | 0        | 35    | 29       | 5.67     | 1.76    |
| 2000      | ダイエー  | 16    | 1     | 0     | 0     | 0        | 0     | 2     | 0        | --          | .000  | 98    | 22.0     | 24       | 4           | 9        | 0     | 1        | 18       | 0     | 0        | 14    | 14       | 5.73     | 1.50    |
| 2001      | ダイエー  | 1     | 0     | 0     | 0     | 0        | 0     | 0     | 0        | --          | ----  | 2     | 0.1      | 0        | 0           | 1        | 0     | 0        | 1        | 0     | 0        | 0     | 0        | 0.00     | 3.00    |
| 通算：8年 | 通算：8年 | 140   | 71    | 8     | 2     | 2        | 27    | 30    | 0        | --          | .474  | 2262  | 518.1    | 558      | 53          | 186      | 10    | 12       | 345      | 14    | 1        | 249   | 224      | 3.89     | 1.44    |

### 表彰
- 新人王 （1994年）

### 記録
- 初登板：1994年4月13日、対西武ライオンズ2回戦（福岡ドーム）、8回表に4番手として救援登板、1回1/3を無失点
- 初奪三振：同上、8回表に伊東勤から
- 初先発・初勝利：1994年4月27日、対オリックス・ブルーウェーブ4回戦（福岡ドーム）、7回1/3を無失点
- 初完投勝利・初完封勝利：1994年9月23日、対オリックス・ブルーウェーブ24回戦（福岡ドーム）

### 背番号
- 13 （1994年 - 2001年）
- 116 （2002年 - 2019年） ※打撃投手

### 登録名
- 渡辺 秀一 （わたなべ ひでかず、1994年 - 1995年、2000年 - 2001年）
- ヒデカズ （ひでかず、1996年 - 1999年）

### 代表歴
- 第20回日米大学野球選手権大会 日本代表
- 第21回日米大学野球選手権大会 日本代表
- 1993年アジア野球選手権大会 日本代表